# Кобелев, Пётр Гаврилович
Родился 9 декабря 1794 г. в Твери, в купеческой семье. купец 2-й гильдии, потомственный почётный гражданин. Торговал хлебом. Имел 10 каменных домов и 7 лавок.
В структурах городского управления г. Твери занимал должности:
с 1818 г. — смотритель при постройке конюшен уланского полка;
с 1821 г. — городской расходчик4
с 1833 г. — городовой староста;
с 1836 г. — депутат от купечества в квартирной комиссии;
с 1839 г. — старший гласный городской думы.
П. Г. Кобелев чаще всех глав тверского городского самоуправления избирался на должность городского главы — 7 раз, в том числе 5 сроков подряд. Впервые он был избран на эту должность в 1845 году, на трёхлетний срок 91845-1848 гг. После этого он переизбирается ещё 4 раза — 1848—1851, 1851—1854, 1854—1857, 1857—1859 гг.
С 30 января 1858 г. П. Г. Кобелев был отстранён от должности по указу тверского губерноского правления в связи со следствием по делу о самовольном захвате пароходным обшеством «Польза» городской земли в долине р. Лазурь. На это вемя исполняющим обязанности городского главы исполнял первый бургомистр А. Ф. Головинский. 18 июля 1859 г. губернское правление разрешило допустить П. Г. Кобелева к исполнению своих должностных обязанностей.
Повторно губернское правление отстранило П. Г. Кобелева от должности городского главы 4 декабря 1859 г. — на время следствия о нарушениях городской думой правил финансовой деятельности. Обязанности городского главы были возложены на купца 2-й гильдии Н. И. Капустина, который исполнял эти обязанности с 4 декабря 1859 по 28 января 1860 гг.
15 декабря 1859 г. на особом заседании городской думы П. Г. Кобелев был вновь избран на трёхлетний срок городской главы. Однако губернское правление не утвердило его избрание. Новым главой стал купец 2-й гильдии Арсений Андреевич Коняев.
В 1869 г. П. Г. кобелев был снова избран городским главой на трёхлетний срок — с 1869 по 1872 г; в 1871 г., в связи с поправками в устав города, был переизбран на четырёхлетний срок — с 1871 по 1875 гг.
Будучи городским главой, а также в период с 1860 по 1869 гг. П. Г. Кобелев занимал следующие должности:
в 1848 г. — старшина тверского детского приюта и член тверской тюремной комиссии;
в 1849 г. — член губернской строительной комиссии;
1848—1872 гг. — гласный губернского земского собрания;
с 1869 г. — почётный мировой судья в съезде мировых судей тверского мирового округа.
За свои заслуги перед городом П. Г. Кобелев был награждён:
28 мая 1842 г. — золотой медалью «За сердие» на Аннинской ленте для ношения на шее;
8 октября 1846 г. — золотой медалью 2За усердие" на Владимирской ленте;
26 августа 1858 г. — золотая медаль «За усердие» на Александровской ленте;
10 июля 1870 г. — золотая медаль «За усердие» на Андреевской ленте;
24 октября 1875 г. — орден Св. Станислава 3-й степени.
Также П. Г. Кобелев был судим в тверской уголовной палате за:
— выстроение из неизвестно какого леса 8 барок4
— за провоз через Тверь 650 кокор (брёвен) без установленного билета;
— за содержание без письменного вида крестьян из западных губерний;
— за противозаконные поступеи по должности;
— за беспорядеи в тверском сиротском суде и в городской думе.
По всем этим делам решением уголовной палаты от ответственности освобождён.
П. Г. Кобелев скончался 31 января 1882 г.